# Eugenio Cenisio
Eugenio Cenisio (Rose, 8 febbraio 1923 – Cosenza, 17 novembre 1993) è stato un pittore italiano.

## Biografia
Introdotto alla pittura da Emilio Iuso; il padre, Arturo Cenisio, era un professore di contrabbasso presso l'orchestra municipale dei San Paolo del Brasile; ha studiato all'Accademia delle Belle Arti di Napoli sotto la guida di Brancaccio. Si è espresso anche nell'arte sacra affrescando varie chiese in Calabria e fuori regione, e anche il palazzo Arcivescovile di Cosenza e la sua Sala degli Stemmi, con una tempera di 300 metri quadrati.
Numerosi sono i suoi dipinti su tela con varie tecniche, i suoi acquerelli e i disegni a china e a carboncino. Le sue pitture mostrano immagini di un paesaggio ritratto con senso impressionistico; vengono ritratte scene di vita quotidiana di quartiere, di feste paesane, di celebrazioni sacramentali e religiose. Molti sono i personaggi femminili, come simboli di rigenerazione e motore della vita.
È presente in cataloghi d'arte;Cosenza, ha dedicato a questo artista una piazza attigua a quella dei Bruzi che fronteggia il palazzo del Comune, a Rose gli è dedicata la scuola elementare, e Ugo Campisani lo ha studiato in un libro del 1994.

## Opere
- (con Francesco Gagliardi), Viaggio nella memoria: giochi, mestieri, usanze e tradizioni, Santelli, 1994.